# مسافری از اعماق
مسافری از اعماق یک مجموعه تلویزیونی ۱۰ قسمتی محصول سال ۱۳۸۰ به کارگردانی حسین قناعت،   می‌باشد که جمعه‌ها صبح از برنامه کودک و نوجوان شبکه دو پخش می‌شد.

## بازیگران
- رابعه اسکویی
- شیوا بلوریان
- علی قربانزاده
- مجید مشیری
- محمود بصیری